# Arnold GmbH

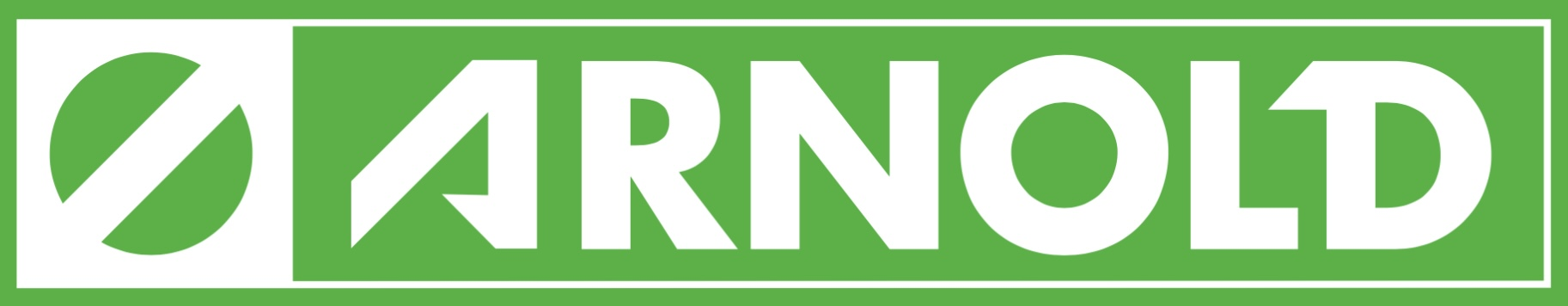

Arnold GmbH (K. Arnold & Co. Metallspielwarenfabrik Nürnberg) var en tysk modelljärnvägstillverkare, huvudsakligen i N-skala. År 2004 förvärvades företaget av den engelska modellkoncernen Hornby Plc.

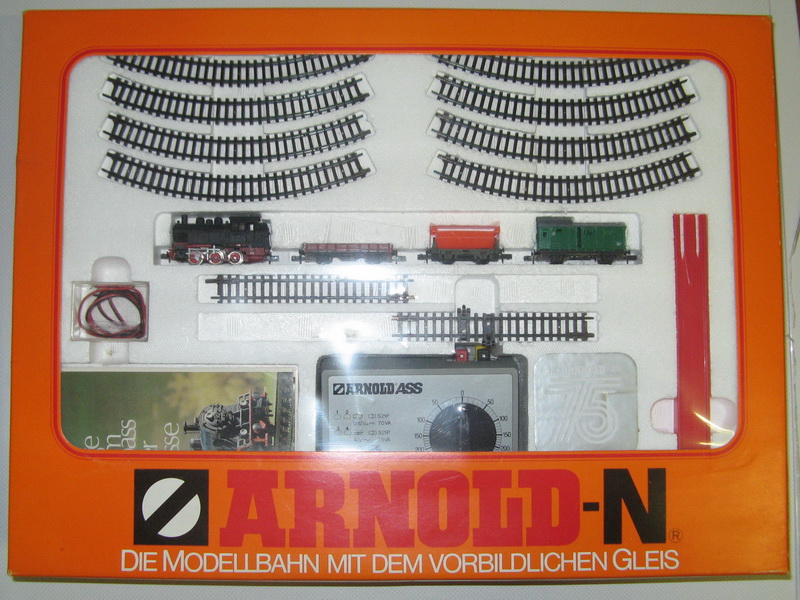
Arnold N
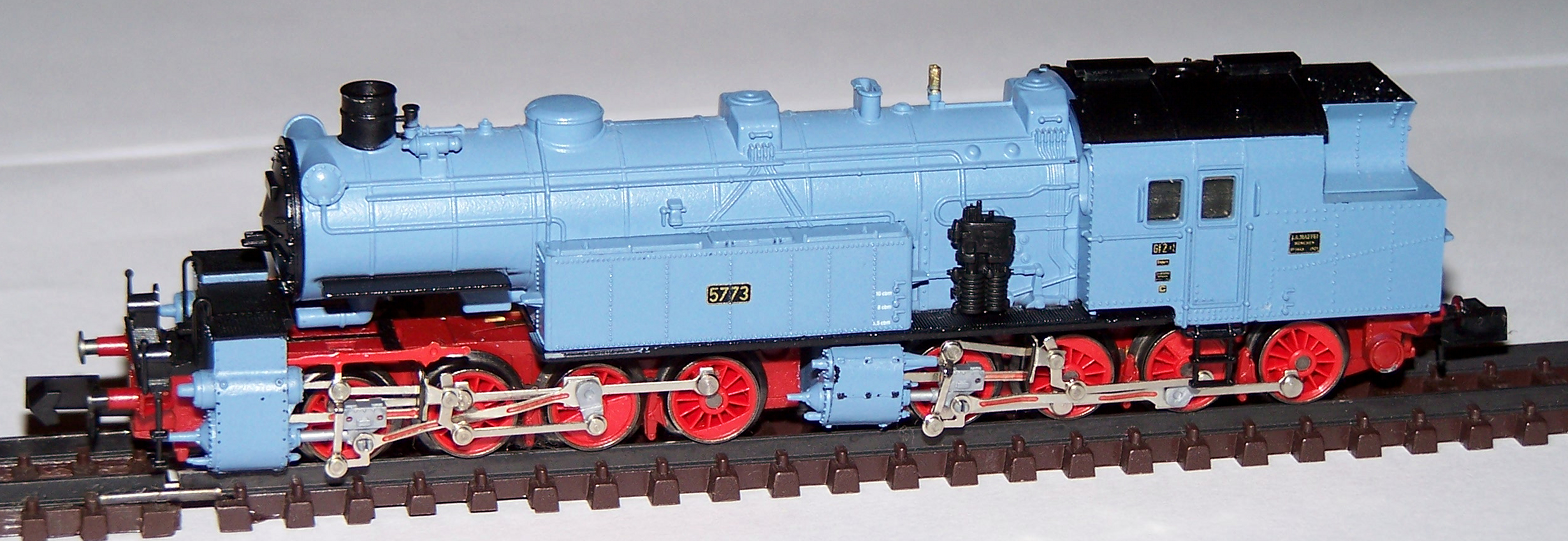
BR 96 023 (Gt 2×4/4)
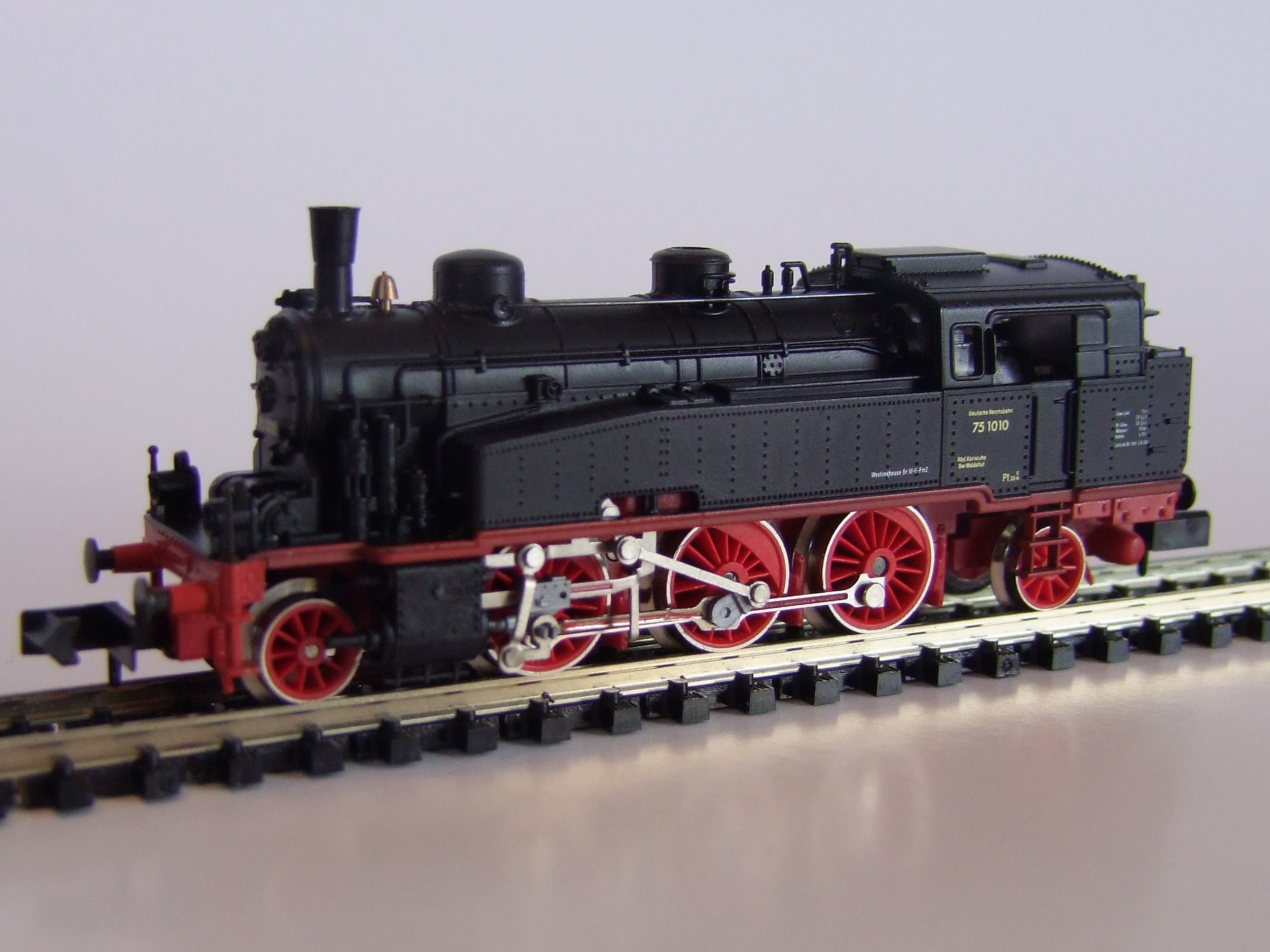
DRG BR 75 Ep. II
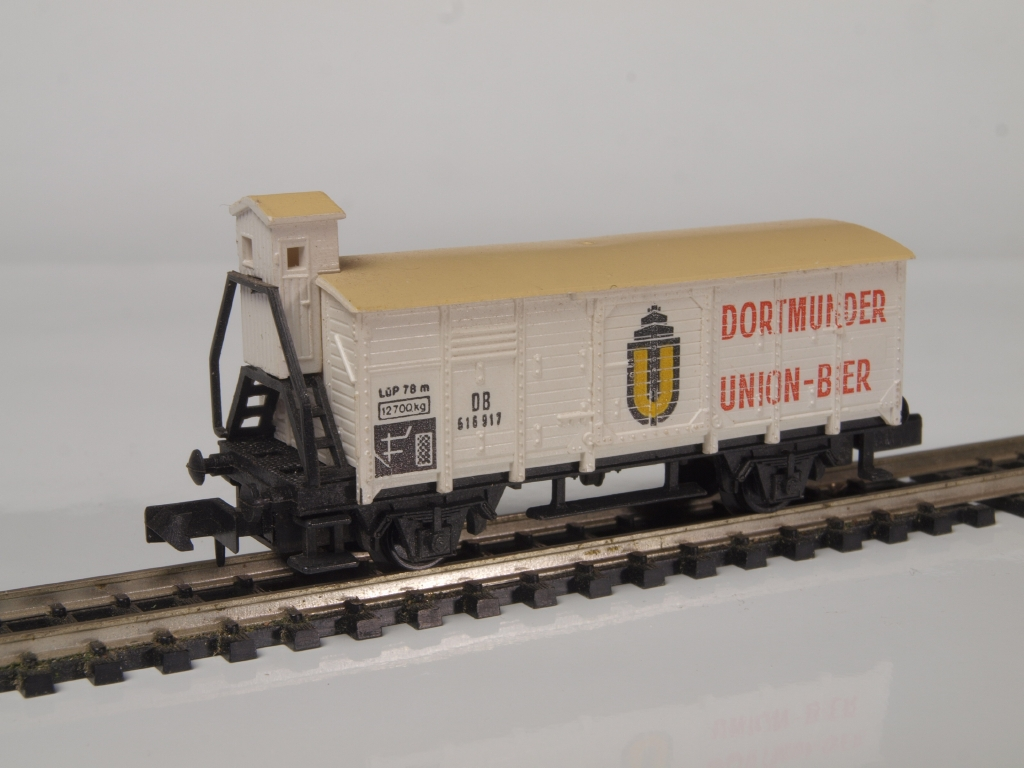
Arnold N Modell 75 Godsvagn
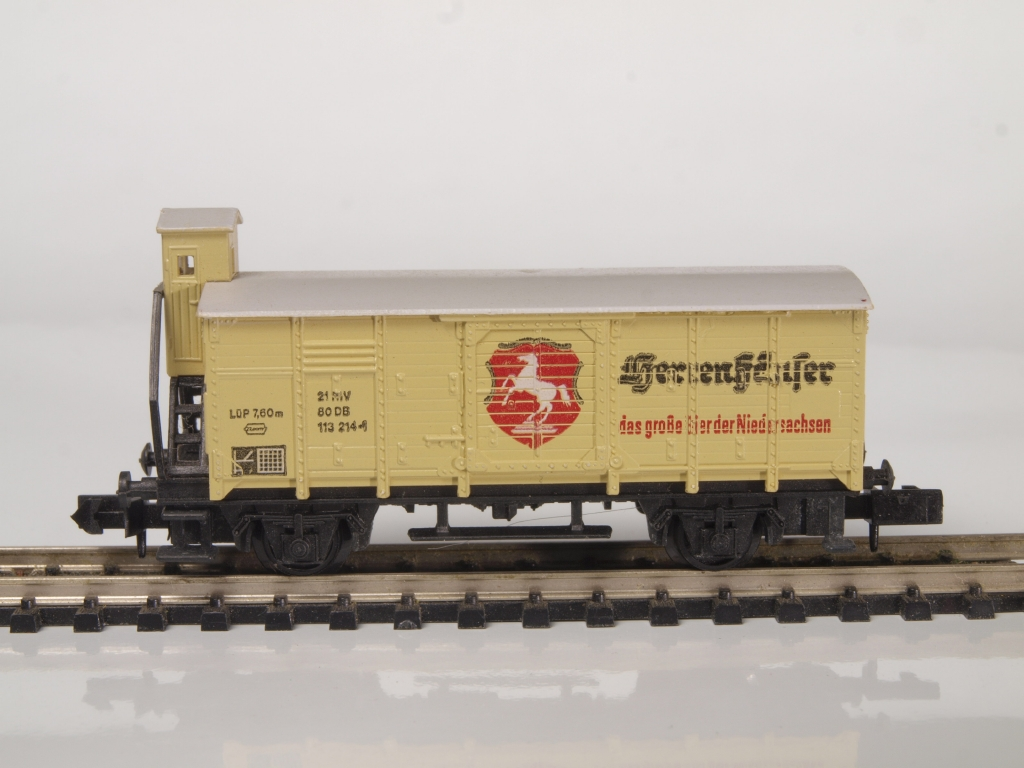
Arnold N Modell 83 Godsvagn